# Nicolaea laconia
Nicolaea laconia is een vlinder uit de familie van de Lycaenidae. De wetenschappelijke naam van de soort werd als Thecla laconia in 1868 gepubliceerd door William Chapman Hewitson.